# Parafia św. Brata Alberta w Radwanowicach
Parafia świętego Brata Alberta w Radwanowicach – rzymskokatolicka parafia znajdująca się w archidiecezji krakowskiej, w dekanacie Krzeszowice, w Polsce.